# ウォロディミル・ゼレンスキー
- ヴォロディミル・ゼレンスキー[1]
- ウラジーミル・ゼレンスキー[注釈 1]

ウォロディミル・オレクサンドロヴィチ・ゼレンスキー（ウクライナ語: Володимир Олександрович Зеленський 発音 [woloˈdɪmɪr olekˈsɑndrowɪtʃ zeˈlɛnʲsʲkɪj]、1978年1月25日 - ）は、ウクライナの政治家、第6代ウクライナ大統領。元コメディアン、俳優。

## 概要
1978年、ソビエト連邦・ウクライナ社会主義共和国（現在のウクライナ）東部の主要都市クルィヴィーイ・リーフに生まれる。キーウ国立経済大学で法学の学位を取得した後、俳優としてのキャリアを積んだ。
その後、制作会社第95街区を設立。ウクライナの大富豪であるイーホル・コロモイスキーの所有するテレビ局で、映画や漫画、テレビ番組を制作した。その一つが、自身がウクライナ大統領を演じたテレビドラマ『国民の僕』であった。同ドラマは2015年から2019年にかけて放送された。
2018年3月、テレビ番組と同名である実際の政党『国民の僕』を第95街区とともに立ち上げた。2018年12月31日夜、1+1 TVチャンネルでペトロ・ポロシェンコ大統領の年頭演説と並行して、2019年ウクライナ大統領選挙の立候補を表明した。この際もコロモイスキーの支援を受けた。政治的アウトサイダーであるゼレンスキーはポピュリストとして人気を誇り、選挙に向けた世論調査ですでにフロントランナーの一人となっていた。経済再生や汚職への取り組みなどを公約に掲げ、第2回投票では73.2％の得票率でポロシェンコを破って当選した。
2019年5月20日、第6代ウクライナ大統領に就任した。

## 呼称
ロシア語読みはウラジーミル・アレクサンドロヴィチ・ゼレンスキー（ロシア語: Владимир Александрович Зеленский）。名はヴォロディーミルやヴラジーミル、ウラジーミル、姓はゼレンシキーなどとも書かれる。
日本政府や外務省、メディアは「ゼレンスキー大統領」という表記を、一方、在日ウクライナ大使館や国営通信社ウクルインフォルム通信の日本語版は、「ゼレンシキー大統領」の表記を採用している。

## 来歴

### 生い立ち
1978年1月25日、ウクライナ・ソビエト社会主義共和国（当時）のクルイヴィーイ・リーフにユダヤ系ウクライナ人として生まれた。父のアレクサンドル・ゼレンスキーはドネツク・ソヴィエト貿易研究所（現・ドネツク国立経済貿易大学）のクルイビーイ・リーフ校に勤務する研究者で、ユダヤ人の母はエンジニアであった。父の仕事の関係で、幼少期の4年間をモンゴルのエルデネトで過ごした。
父方の祖父は旧ソビエト軍人としてナチス・ドイツと戦い、母方の親戚の多くはホロコーストで命を落としたという。
子供の頃から話芸の才能を示し、旧ソ連時代からの伝統を持つロシアのバラエティー番組『KVN』（Клуб весёлых и находчивых、面白い奴らのクラブ）にウクライナ代表のアマチュア芸人として出演している。学業面ではキーウ国立経済大学のクルィヴィーイ・リーフ校で法学を専攻しているが、大学卒業後はコメディアンへの道を選んだ。
ウクライナ東部出身のために母語はロシア語。元々ウクライナ語は苦手で芸能活動ではこれまでロシア語を使用してきた。その後ウクライナ語の猛特訓を受け公の場ではウクライナ語を使うことが多くなったが、英語で話すこともある。

### 芸能活動

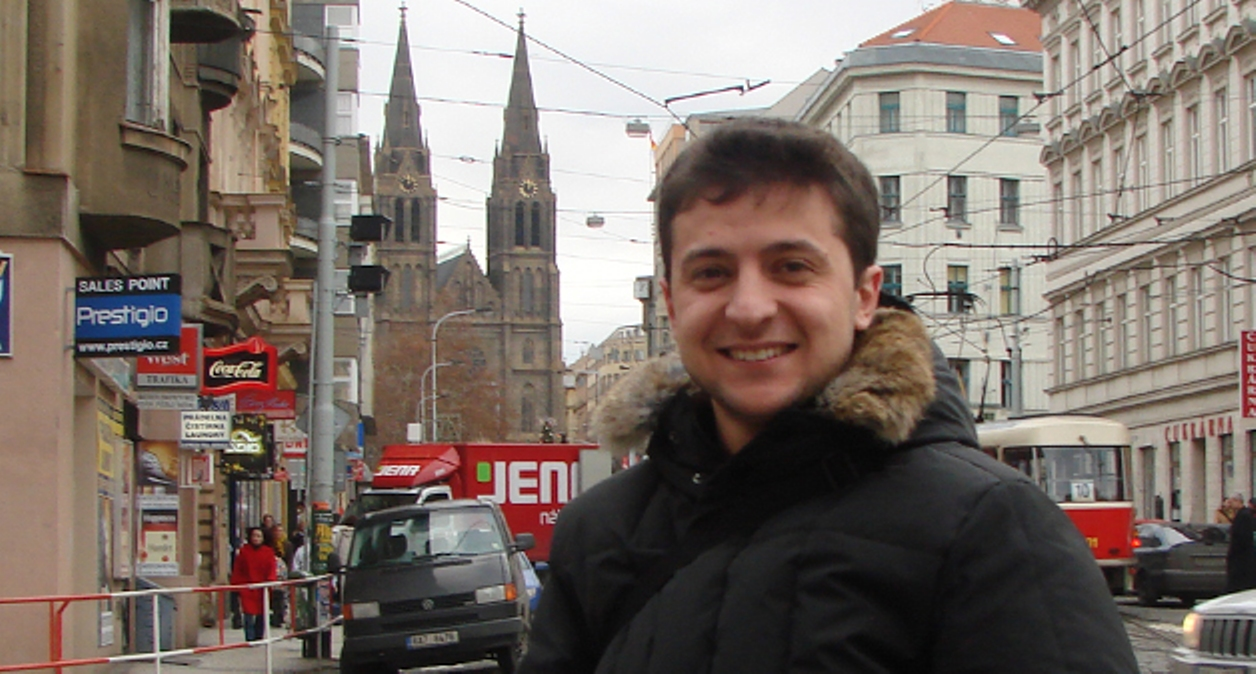
2009年、プラハを訪れたゼレンスキー

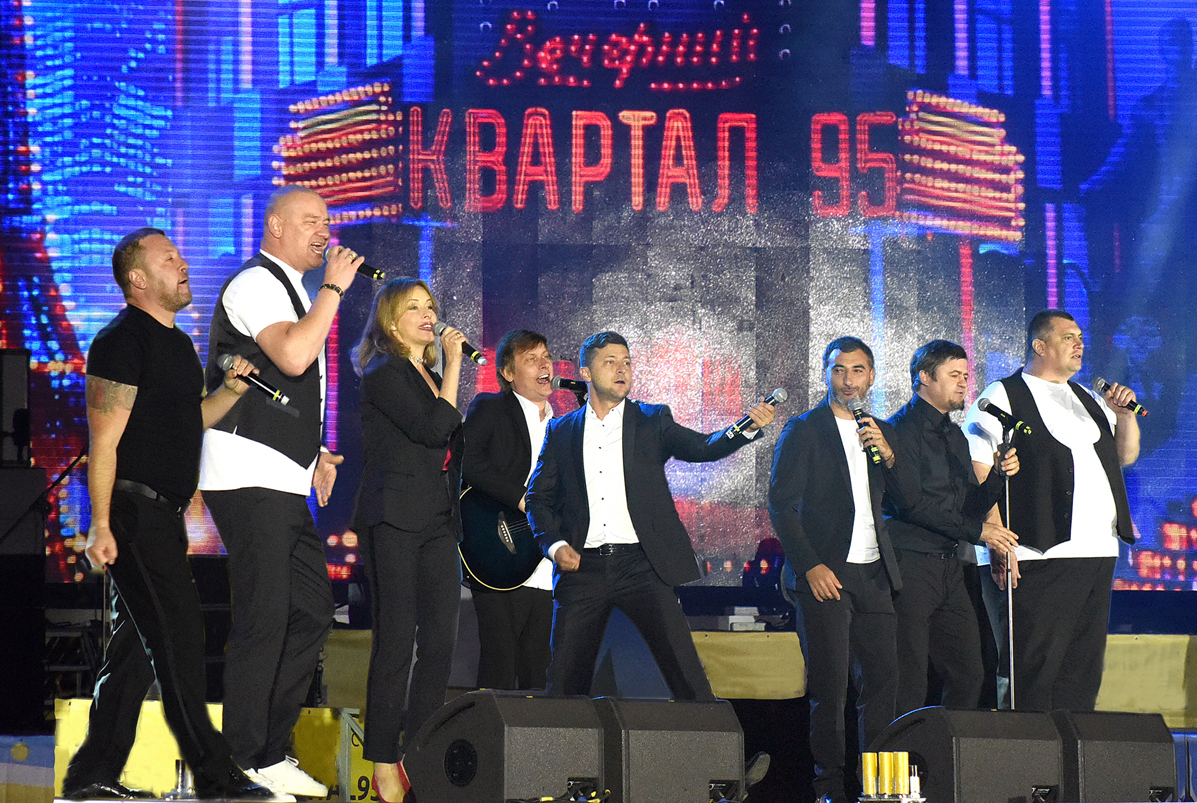
2018年の「第95街区」の公演

1997年、番組内でコメディ劇団「第95街区」を結成、台本の制作も手掛けるなど若くして番組の看板芸人に上り詰めた。2003年、「第95街区」をコメディ映画・番組・舞台の制作会社へと再編し、より幅広い活躍をするようになった。KVN視聴者が広がるCIS諸国での巡業やコメディ映画の制作・上映などを手掛け、ウクライナの大手テレビ局「Інтер」「1+1」などに番組を提供した。2006年、イギリスのダンス番組『ストリクトリー・カム・ダンシング』のウクライナ版で本格的なブレイクを果たし、ゼレンスキー出演回は最大瞬間視聴率が87%という驚異的な数字を叩き出している。2008年にはロシアのコメディ映画『Любовь в большом городе』に出演。2012年、ジャン＝クロード・ヴァン・ダムが出演したことで話題になったウクライナ映画『ルジェフスキー対ナポレオン』でナポレオン役を演じている。2016年には、バラエティ番組の舞台上でピアノの死角でズボンを脱ぎ、自身の陰茎を用いてピアノを演奏するように見える芸を披露した。
芸能活動と並行して、不安定な状態が続くウクライナ社会への問題提起も行った。ゼレンスキーはオレンジ革命、マイダン革命などの自由主義革命に肯定的で、ロシア軍の軍事介入後は知名度を持つロシア語圏での反発を恐れず、ウクライナ軍に多額の寄付を行った。一方でロシア文化の弾圧には強く反対した。
2015年、ウクライナのテレビ局「1+1」でゼレンスキーが一市民がふとしたことで一国の大統領になる主演俳優を演じた政治を風刺するドラマ『国民の僕』（こくみんのしもべ）が放映された。一介の歴史教師がふとしたことから大統領に当選し、権謀術数が渦巻く政界と対決する姿をユーモアを交えながら描いた同作はウクライナで大ヒットした。2016年、映画版として『国民の僕 第2部』が放送され、ウクライナ映画賞（金独楽賞）に主演男優賞でノミネートされた。2017年に「国民の僕」の第2シーズン全24話が放映され、2019年に「国民の僕」の第3シーズンが放映された。

### 政治活動

#### ドラマから現実の政治へ
ドラマ『国民の僕』の流行を後押しとして、2018年、ゼレンスキーは翌年の大統領選の出馬を宣言した。
2019年の大統領選には過去最多となる44名の候補者が乱立しており、有力候補がオリガルヒ出身のペトロ・ポロシェンコ現大統領とユーリヤ・ティモシェンコ元首相という、ウクライナ政界の混沌を現した状態となった。そうした中、ゼレンスキーは「第95街区」のメンバーらとドラマのタイトルを冠した政党「国民の僕」を立ち上げ、「私はドラマ同様国民の僕になる」と訴えるなど、既成権力や汚職と無縁なポピュリストとしての立場をアピールした。このドラマと現実の政党を重ね合わせた方略は、ドラマと政党の双方の知名度を高めたとの見方がある。選挙活動面では政治集会や討論会などは行わず、原作と同じくインターネット上での呼びかけを集中的に行っている。主人公が作中で国民に呼びかける際に口にする「親愛なるウクライナ国民へ」も多用されている。
内政面では最優先に「反汚職」を掲げ、税金の浪費を止めることを公約している。具体的には議員の免責特権廃止、選挙制度や裁判制度の改革、国民投票による直接民主主義の導入などを掲げている。経済政策でも企業の脱税や賄賂を取り締まり、社会正義を回復させることが経済成長や国外からの投資に繋がると主張している。税制面ではフラット・タックスの導入を検討している。軍に関しては給与体系をNATOに準じた金額に改定する意向を示している。
外交面では東部分離主義勢力（ドネツク人民共和国、ルガンスク人民共和国）との戦闘について、軍事力での解決は非現実的であり、国内を疲弊させているとしている。既に占領されたクリミア問題については「現実的に考えればロシア側での政権交代を待つしかない」としている。こうした観点から分離主義勢力を支援するロシア連邦と協議し、戦争を終結させたいとしている。同時に欧州を席巻するポピュリズム運動が選択する欧州懐疑主義の立場には立たず、マイダン革命以降の親欧米派としてEUやNATOとの交流を深める親欧米外交を志向している。
オリガルヒの専横に関しては自身が出演するテレビ局を保有し、選挙活動の支援を行なったとの報道もあるオリガルヒのイーホル・コロモイスキーとの関係をBBCに問われた際、「自分は誰かの傀儡ではない」とした上で「貴方は4000万名のウクライナ人が全て信念が無いと言いたいのですか？」と答えている。

#### 大統領選挙

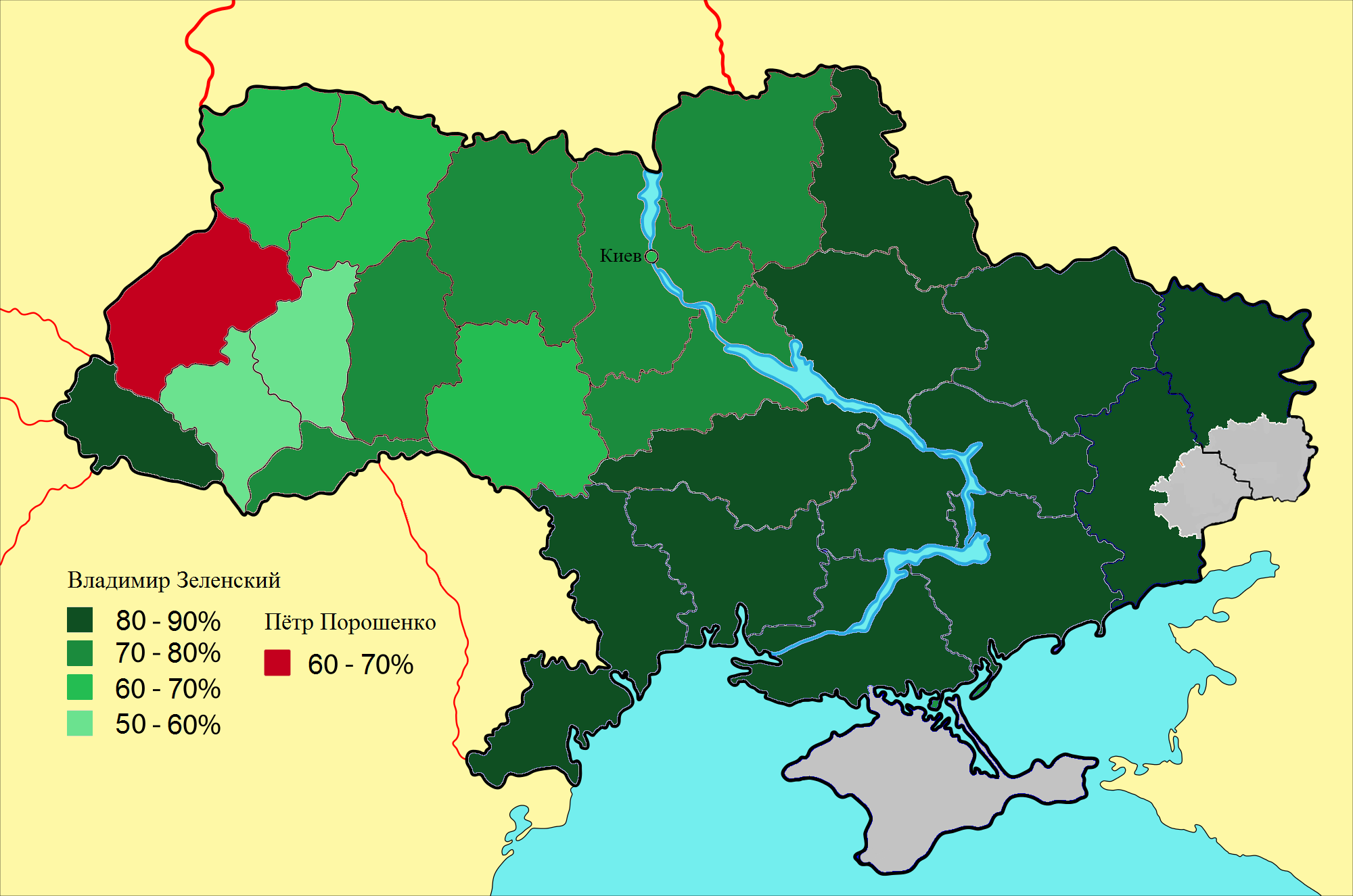
ウクライナ大統領選挙の決選投票の勢力図。緑がゼレンスキー勝利地域、赤がポロシェンコ勝利地域。ゼレンスキーは東部と南部で得票率が高い。

2018年の年末に行われた調査では、ティモシェンコに次ぐ9%の支持を獲得して現職のポロシェンコを上回った。選挙戦本番でポロシェンコが巻き返しを図ったが、それを上回る勢いで草の根での支持が広がって最有力候補に躍り出た。2019年4月1日、第一回投票でポロシェンコ（17.8%）、ティモシェンコ（14.2%）の両名を大きく引き離してゼレンスキーが30.4%の得票を得た。単独過半数には届かなかった事から、決選投票で2位のポロシェンコと争う形となった。
決選投票では「国民の僕 第三部」（Слуга народу３）と題して、支持者に投票を呼び掛けるキャンペーンを行った。決選投票を前にしてもゼレンスキー支持の勢いは留まらず、むしろ勢いを増して日を追うごとに現職のポロシェンコとの差を付け、世論調査での支持率は50%以上に達すると見られている。4月16日、焦りを深めるポロシェンコがゼレンスキーが拒否してきた討論会を挑むと、スタジオや会議場ではなく興行用のスタジアムでの開催という挑発的な条件を突き付けた。
4月20日、投票日前日にスタジアムでの討論会が行われた。ゼレンスキーは政治経験の不足を批判するポロシェンコの政治経歴を「失敗」と切り捨て、ポロシェンコが愛国心をアピールすると紛争で戦死した兵士達に祈りを捧げる仕草を見せた。堅実な政策論で支持を取り戻そうとするポロシェンコを得意のパフォーマンス合戦に持ち込む事で終始翻弄し、主導権を握り続けた。
4月21日、出口調査の段階でゼレンスキーが70%以上を得票し、圧倒的な大差を付けて大統領に選出される事が確実となり、現職ポロシェンコは敗北を宣言した。ガリツィア地方の中心であるリヴィウ州のみでポロシェンコ氏に敗北したが、それ以外のすべての州で勝利した。

### 大統領就任

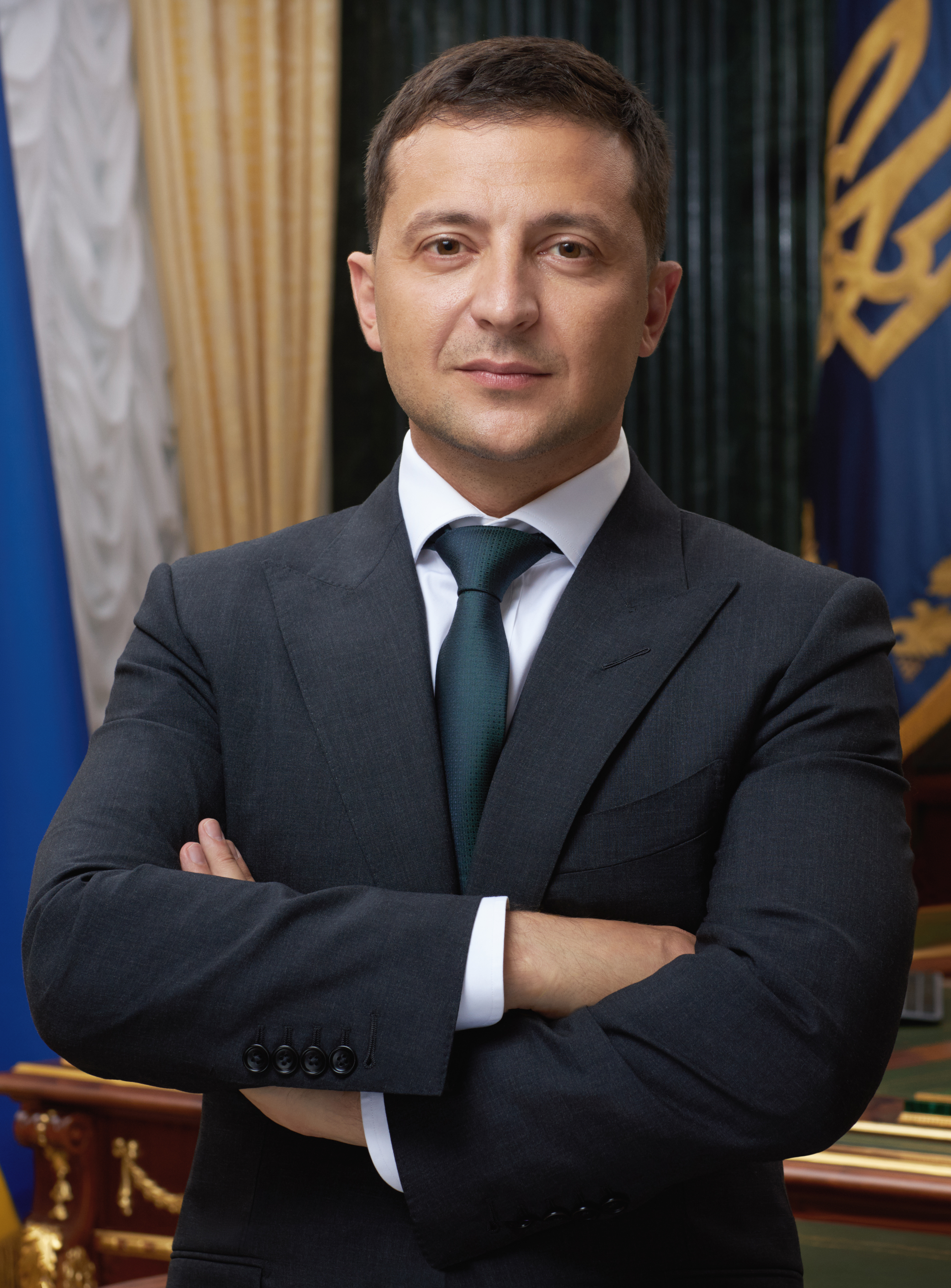
大統領就任中に公表された公式肖像写真（2019年）

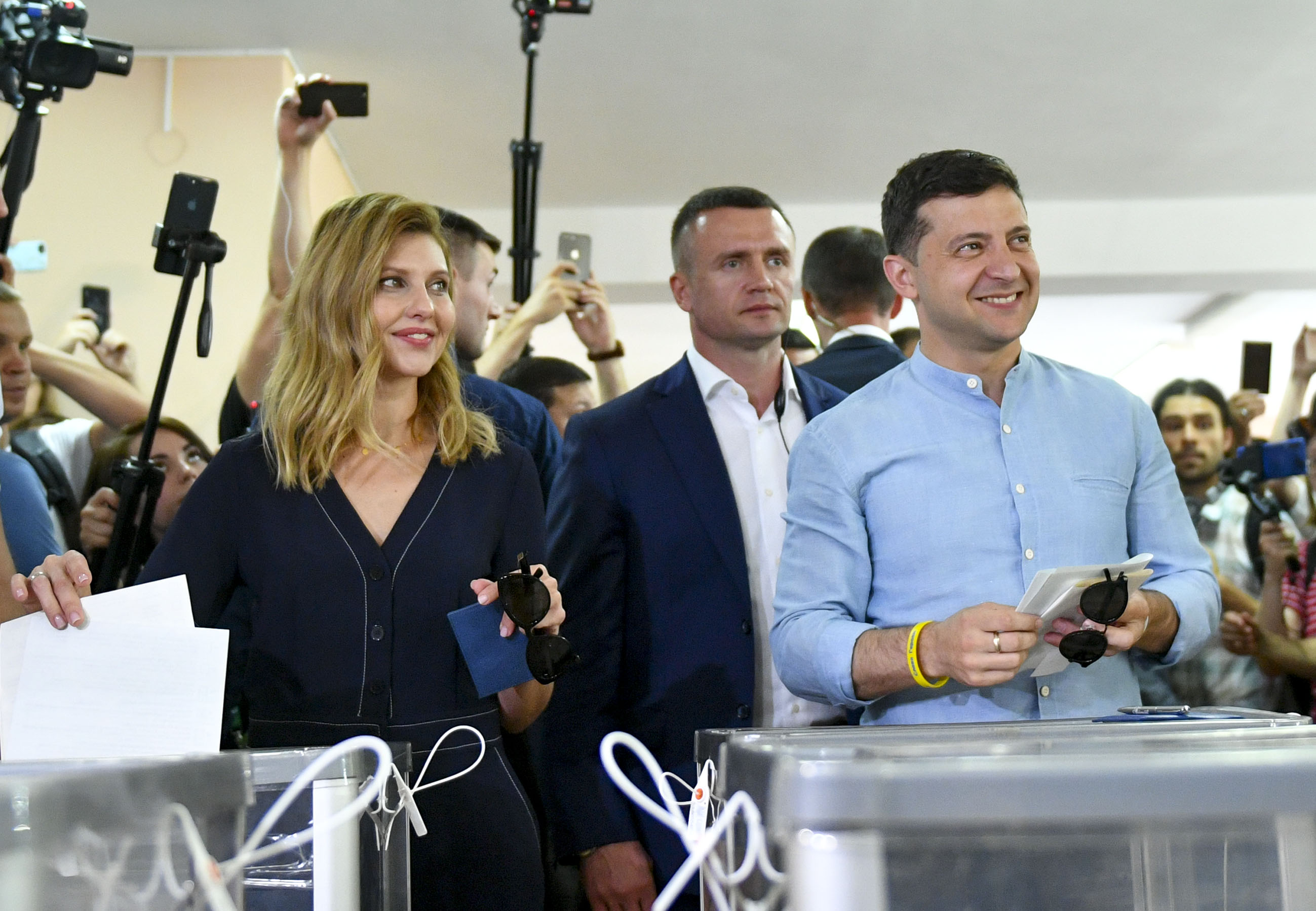
ウクライナ最高議会選挙。ゼレンスキーと妻のオレーナ・ゼレンシカ（2019年7月21日）。

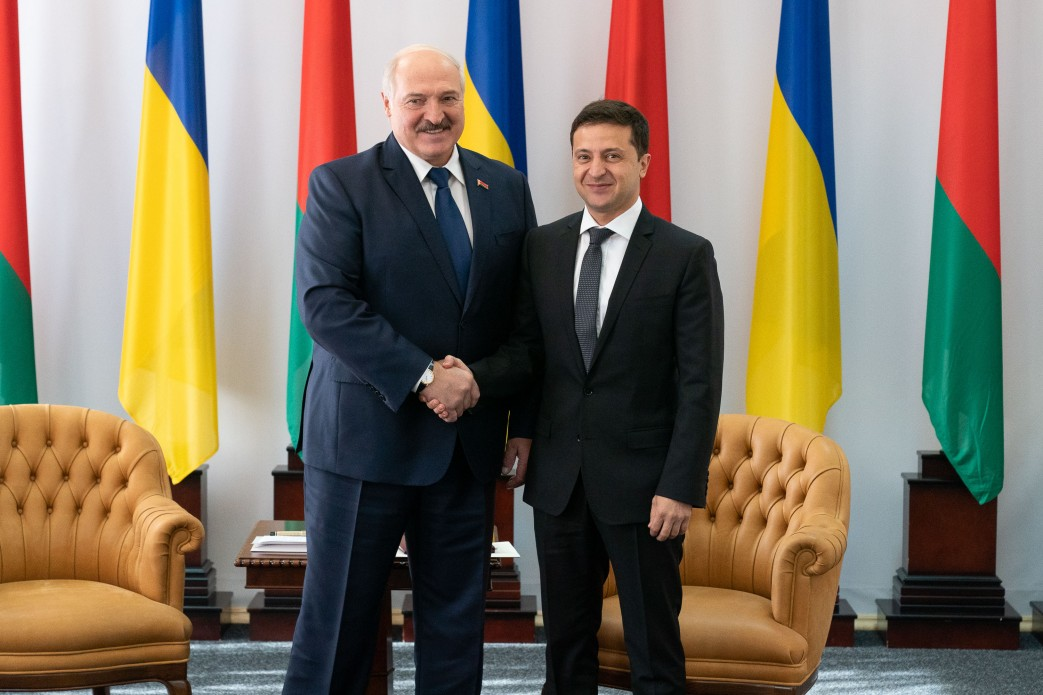
2019年、ベラルーシ大統領アレクサンドル・ルカシェンコと

2019年5月20日、大統領就任。同年7月21日に行われた最高議会選挙では、自身の新党「国民の僕」が過半数の議席を獲得する圧勝を果たした。ウクライナ史上初めて単独過半数を上回る勝利で、現有議席ゼロから一気に第1党になった。
しかし、ウクライナが抱える経済、汚職、紛争といった難問を解決できず、当初７割台だった支持率は右肩下がりで下落した。また、選挙から支援を受けていた存在がウクライナのオリガルヒのイーホル・コロモイスキーである為、検事総長や国立銀行総裁らを排除したと指摘されていた。また、「ミンスク合意」で取り決められた親ロシア派の分離独立を認めずに「主戦論」を唱える民族派の猛反発に直面。この状況に対処するため、自らも失地回復を唱えるように方針転換をした。そのため、ロシアとの関係正常化はなくなった。その後はミンスク合意の反故やNATO加入に対する西側諸国の支持取り付けに動いたが、2021年9月の訪米でも法律主義や経済の未熟さを理由に回答は得られなかった。こちらでも成果をあげることはできず、2021年10月には支持率は25%まで後退した。
2021年3月5日、アメリカ合衆国国務省はゼレンスキーの政治支援を行っていたウクライナのオリガルヒ・イーホル・コロモイスキーとその家族を知事時代の不正蓄財容疑で入国禁止処分とした。
同年10月26日、東部の紛争地域で親ロシア派武装勢力への攻撃にトルコ製ドローン「バイラクタル TB2」を初めて使用。親ロ派の後ろ盾のロシアは27日、紛争をエスカレートさせる恐れがあると警告していたが、攻撃動画を公開し、欧米がウクライナに苦言を呈する中、ゼレンスキーは29日、「領土と主権を守っている」と強気の声明を出した。年内に50機の購入計画に加え、翌年2022年2月3日にトルコ企業が開発した攻撃ドローンに関して、ウクライナでの生産を進めることでトルコ側と合意。記者会見でゼレンスキーは「新たな（ドローン）技術は、ウクライナの防衛能力強化を意味する」と述べた。

### 2022年のロシアのウクライナ侵攻以後

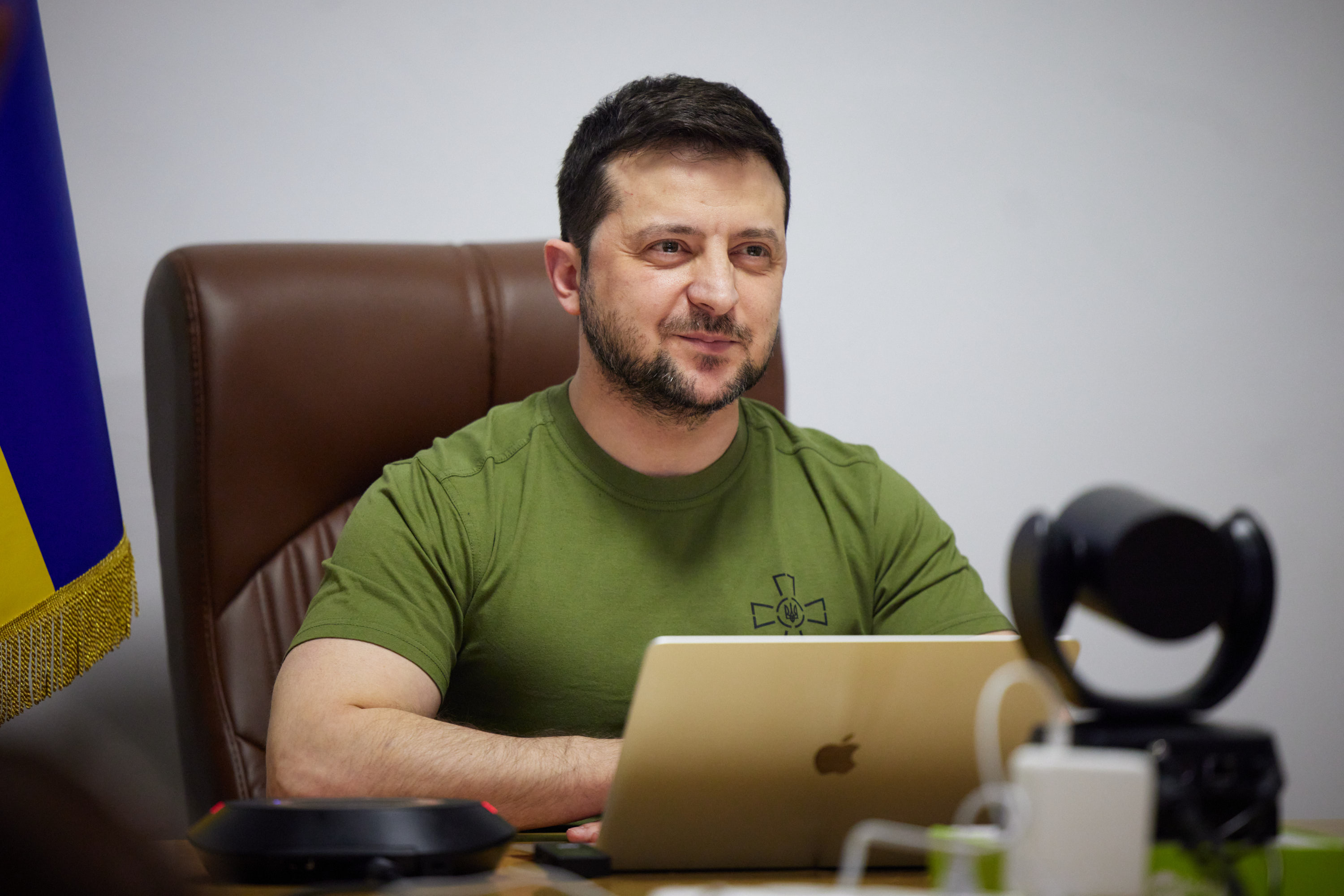
キーウにて（2022年3月16日）

内外政の失敗による支持率の低さに苦しむ中、2022年2月にロシア軍がベラルーシとの合同軍事演習のためウクライナ国境付近に10万人規模の部隊を集結させた。これに対し、米軍の増派部隊が東欧に到着したことで、緊張がより一層高まった。ミンスク合意を取り付けたフランスの仲介も虚しく、ロシアは2月21日にウクライナ親ロシア派実効支配地域の独立を承認。24日にはウクライナへの侵攻を開始した。同日、ゼレンスキーは「国民総動員令」に署名。18～60歳の男性の出国を禁止した。
2022年2月25日、ゼレンスキーは6分あまりのビデオ演説を公開。自身が家族とともにキーウにとどまっていると述べ、キーウを逃れているとの観測を打ち消した。26日には大統領府の外で撮影したビデオ演説を公開。「われわれはここにいる。国を守る」と述べ、あくまで首都にとどまり、ロシア軍と戦い続けると強調した。その後ウクライナの調査会社が18歳以上の2000人を対象に26日と27日に実施した調査により、70％がロシアを撃退できると信じていて、91％が大統領の行動を支持すると回答したとして、「ウクライナ国民の91％がゼレンスキー大統領の行動を支持している」と報道された。一方で、ウクライナでは出国する自由や「前線に立たない自由」を求める市民達が、「国民総動員令」に対して「自由や民主主義の原則に反する」と訴えたが、これに対して「故郷を守ろうとしてない」と不快感を示し、国外出国を可能とする2万5千人の請願書について反対した。
同年4月19日、ゼレンスキー大統領がビデオ演説を公開し、ロシア軍がウクライナ東部の制圧を目的とした「ドンバスの戦い」が始まったと発表し、「ロシア軍はドンバス地域の占領に向けた戦いを始めた。私たちは戦い、防衛する。」と宣言した。
SNSによる情報発信のほか、3月1日以降、各国議会や国際機関でのオンライン演説にも力を入れている。
12月7日にはTIME誌の「パーソン・オブ・ザ・イヤー2022」に選出された。
- テルノーピリにて（2019年11月1日）
- スロバキアのズザナ・チャプトヴァー大統領と（2021年11月2日）
- 日本の衆議院議員会館での演説（2022年3月23日）
- ラトビアのイナーラ・ムールニエツェ国会議長と（2022年3月24日）
- 集団虐殺が行われたブチャを視察（2022年4月4日）
- キーウ近郊にて（2022年4月4日）

## 政治問題

### 「国民総動員令」への署名問題
ゼレンスキーは、ロシアによるウクライナ侵攻直後の2022年2月24日に「国民総動員令」に署名し、18～60歳の男性の出国を禁止した。
ウクライナの調査会社が18歳以上の2000人を対象に26日と27日に実施した調査によれば、70％がロシアを撃退できると信じていて、91％が大統領の行動を支持すると回答した。
一方で、ウクライナでは出国する自由や「前線に立たない自由」を求める市民達が、「国民総動員令」に対して「自由や民主主義の原則に反する」と訴えている。
ニューヨーク・タイムズによると、夫をウクライナに残し、がんを患う3歳の息子を連れてポーランドのメディカに避難した女性は「国が戦うために男性が必要なのは分かる。でも私の方がもっと夫を必要としている」と語った。ラトビアの家具製造会社に勤めて3年の男性は、首都キーウで2歳の息子がラトビアに住み続けるための行政手続きをする必要があったが、「国民総動員令」により25日のラトビア行きの便はキャンセルされた。
ニュースサイト「ウクライナ・プラウダ」は22日、ゼレンスキーが18～60歳の男性の出国を可能にすることを求める2万5千人の請願書について「故郷を守ろうとしていない」として反対したと伝えた。

### マネーロンダリングへの指摘
2021年3月5日、アメリカ合衆国国務省は大統領選挙前よりゼレンスキーの政治支援を行っているウクライナ・オリガルヒのユダヤ人、イーホル・コロモイスキーとその家族を知事時代の不正蓄財容疑で入国禁止処分とした。米国務長官アントニー・ブリンケンは、「今回の指定は在任中の行為に基づくものだが、コロモイスキーが現在行っているウクライナの民主的プロセスと制度を弱体化させる取り組みについても、その将来に深刻な脅威を与えるものとして懸念を表明する。」とした。
2019年の大統領就任前よりゼレンスキーは「汚職撲滅」をスローガンとしていたが、国際調査報道ジャーナリスト連合（ICIJ）は2021年10月に「パンドラ文書」を公開、「ゼレンスキー大統領はイギリス領ヴァージン諸島にペーパーカンパニーを設立した」ことを公表した。

### 大統領職に居続けることへの正統性
ゼレンスキーの大統領としての任期は2024年5月20日までであるが、戒厳令を根拠に大統領職を続けている。塩原俊彦はその理由がゼレンスキー自身の権力維持のためであると主張しており、ゼレンスキーが大統領であることへの正統性に疑問を呈した。

## 外交

### アメリカ合衆国との関係
ロシアの軍事的脅威にさらされる中、アメリカ合衆国からの軍事支援を仰いでいる。この背景の中、2019年7月25日に当時の大統領だったドナルド・トランプとの間で電話会談が行われたが、後にアメリカ合衆国側でトランプがウクライナに圧力をかけたとして政治問題化する余波も見られた。

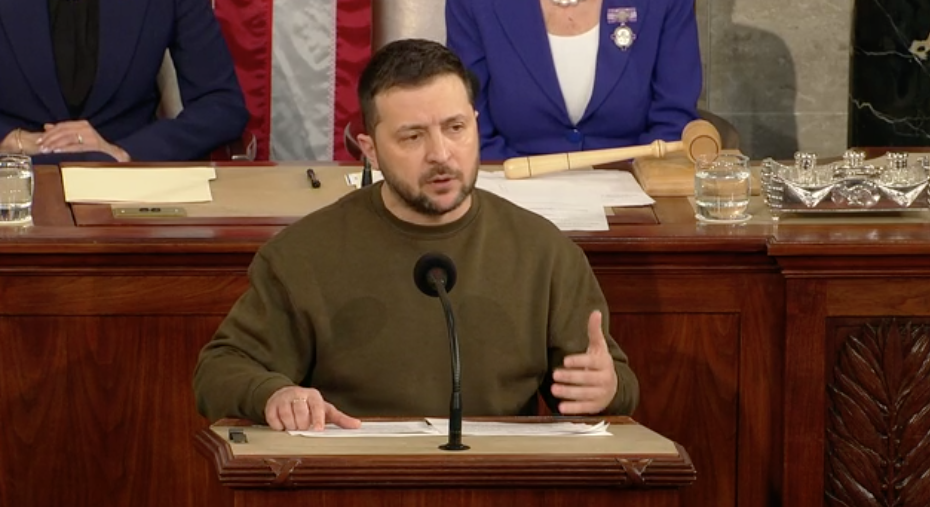
アメリカ議会での演説（2022年12月21日）

トランプと大統領を交代したジョー・バイデンは2021年4月2日、国境で軍隊を集結させているロシアの侵略行為に対するウクライナへの支援をゼレンスキーとの会談で確約した。なお、2022年3月にアメリカ合衆国に向けて、ウクライナ侵攻についての演説を行った際に真珠湾攻撃やアメリカ同時多発テロ事件について言及した。

### 日本との関係

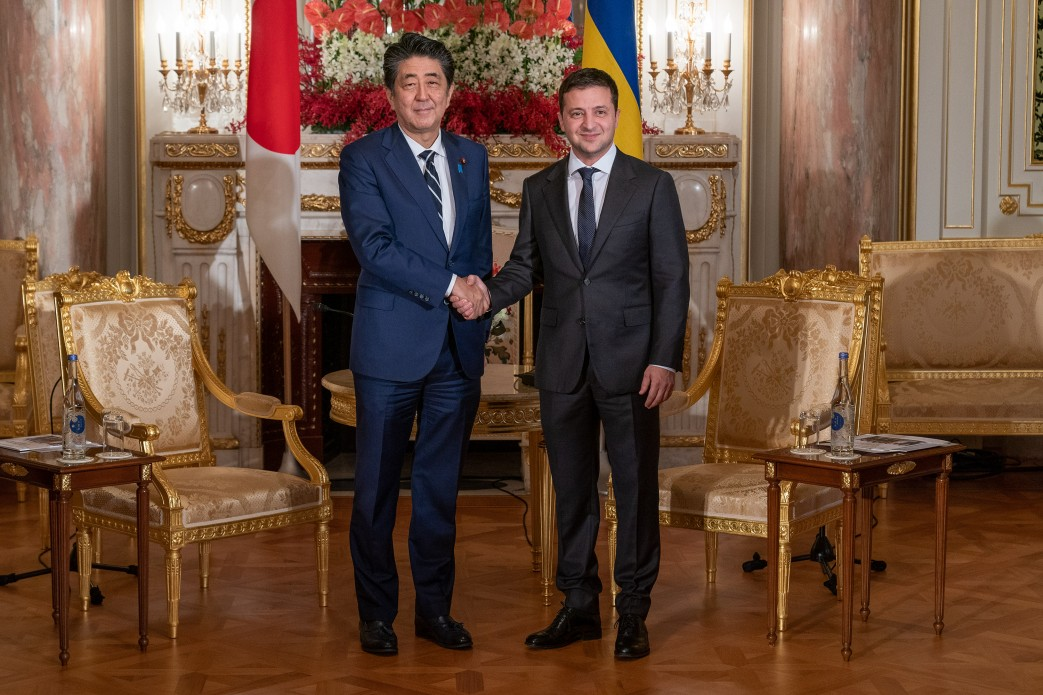
2019年10月、迎賓館赤坂離宮にて。安倍晋三と

2019年10月21日に迎賓館赤坂離宮で当時の内閣総理大臣だった安倍晋三と会談を行い、翌22日の即位礼正殿の儀に参列した。
2022年3月23日、日本の国会で国会議員に対してウクライナ元首として初めて、日本の国会では初めてのオンライン方式で国家元首として演説を行なった。

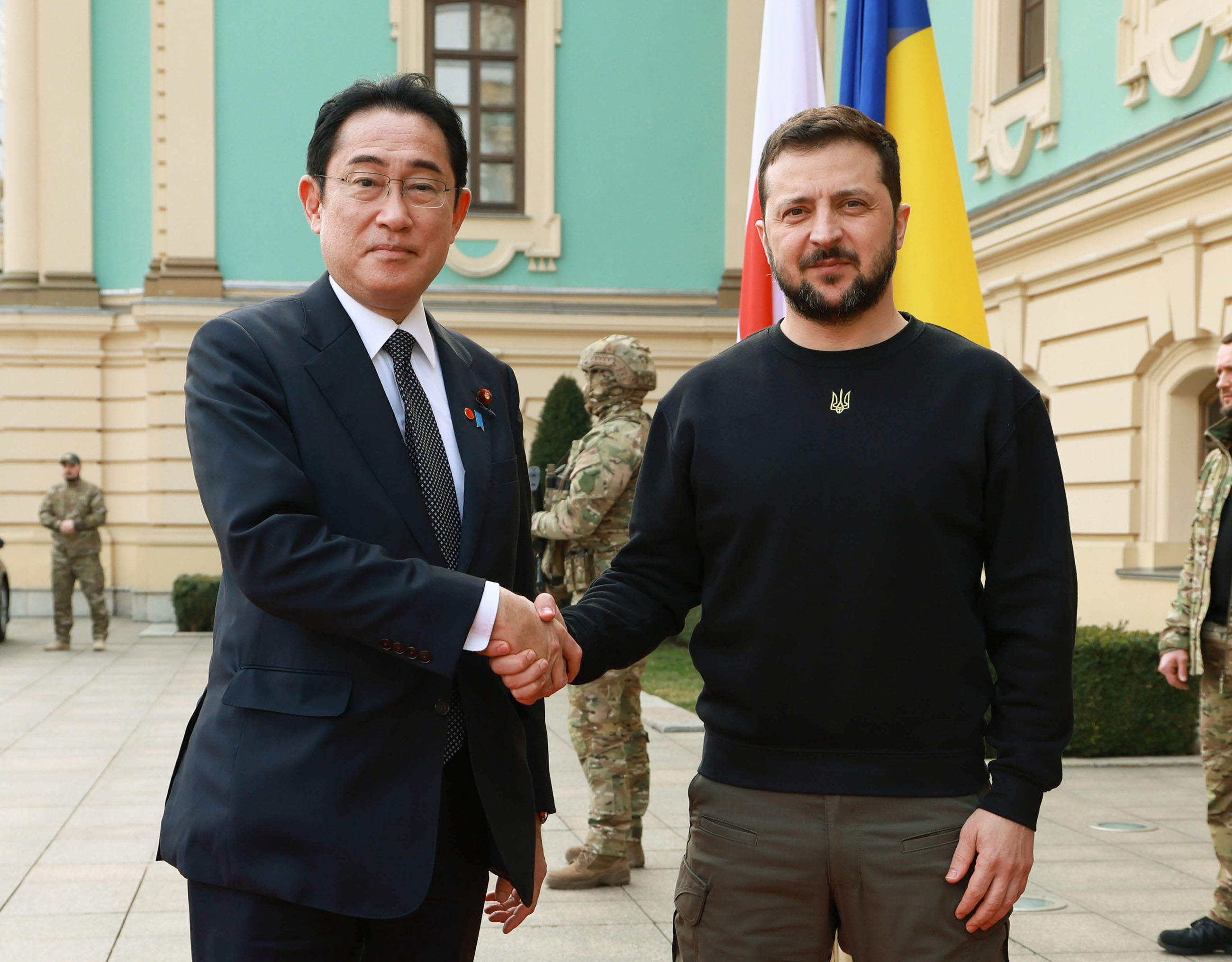
2023年3月、キーウにて。岸田文雄と

2023年3月、内閣総理大臣の岸田文雄が電撃的にキーウを訪問し、会談を行った。その際に岸田から同年5月に広島市で行われる第49回先進国首脳会議（G7広島サミット）に招待され、オンラインで参加することを発表した。

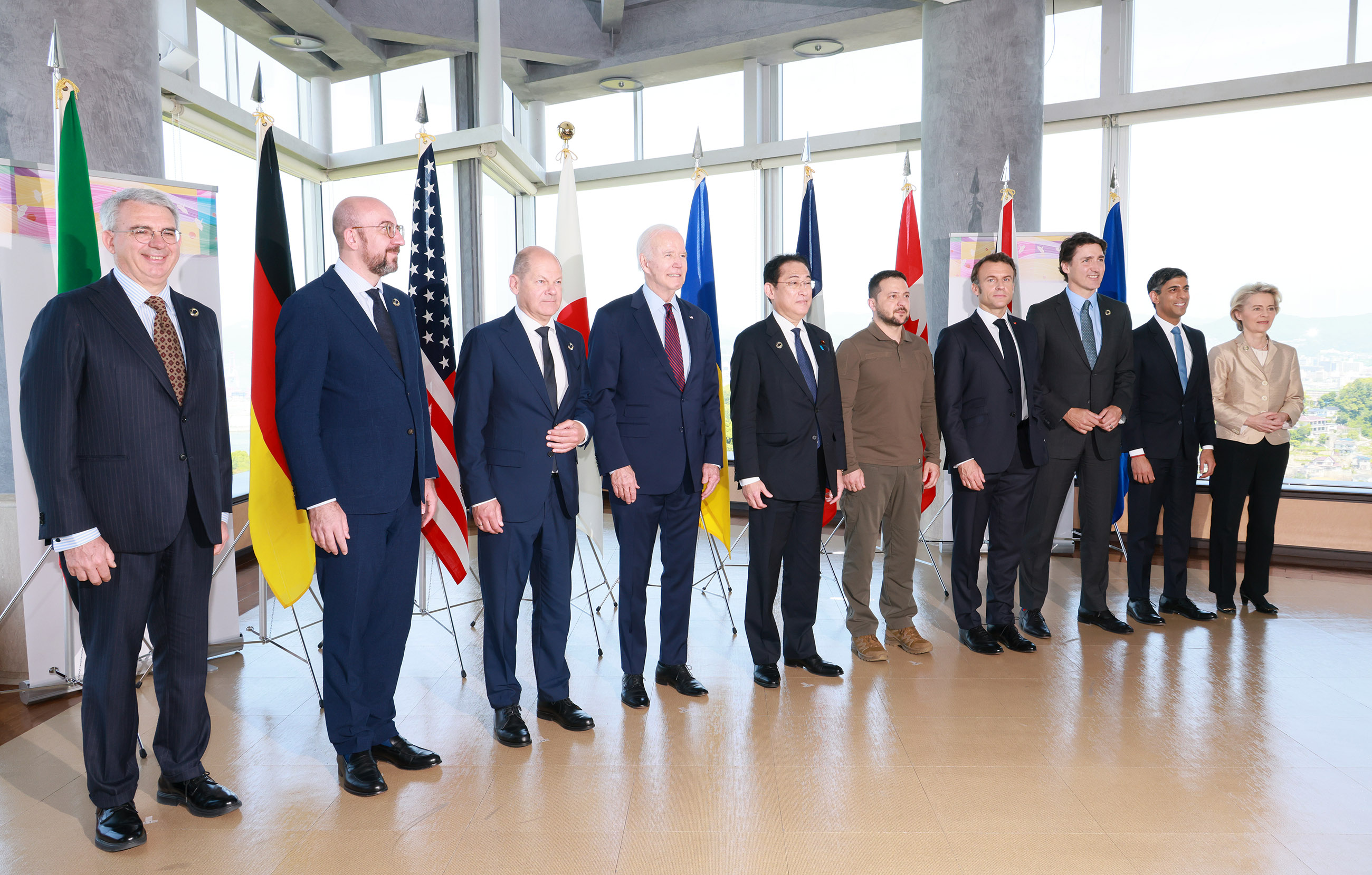
2023年5月、G7広島サミットにて。G7の首脳らと

2023年5月、G7広島サミットでは当初予定のオンライン参加から一転して、訪日した上で対面にてサミットに参加することを同月20日に発表。サウジアラビアで開催されたアラブ連盟首脳会議に出席後、フランス政府の専用機で広島空港に向かい、戦時下の大統領としては異例の来日となった。

### 中国との関係
貿易額は急速に増大しており、2020年において、輸出入とも中国が最大の相手国となっている。国交樹立30周年の節目に当たる2022年1月には、習近平国家主席（党総書記）と祝電を交換した。
2021年3月、中国企業に買収されていた航空エンジン大手のモトール・シーチ社を「戦略的重要性」などを理由に再国有化した。

### ロシア連邦との関係
2019年12月9日、フランスとドイツの仲介によりロシア連邦大統領のプーチンと会談。ウクライナ東部紛争の停戦を内容とする共同声明を出した。

## 宗教
ゼレンスキーはソビエト連邦時代のユダヤ人家庭の出身であり、報道ではユダヤ教徒とみなされているが、公式には明らかにされていない。ゼレンスキー本人はイスラエルメディアのインタビューに対して、当時のソビエトでは宗教は「存在しない」ことにされており（ソビエト連邦#宗教も参照）、生家はユダヤ教正統派ではなく宗教的ではなかったとし、また個人的には神を信じているが、公には宗教について話さないと答えている。ウクライナ大統領としてのゼレンスキーは、ユダヤ教を含む特定の宗教に肩入れしないよう行動しているとみなされており、その背景には「ユダヤ人は首長にはなれるが大統領にはなれない」というウクライナ社会の通説があるとも指摘される。
ジョシュア・ハマーのようなユダヤ系保守論者やウクライナ・ユダヤ人委員会のエドゥアルド・ドリンスキー事務局長は、ゼレンスキーを熱心なユダヤ教徒とはみなしていない。また家族も妻はキリスト教徒の非ユダヤ人であり、子供はキリスト教徒として洗礼を受けていることが指摘されている。復活祭の演説での「私はキリストの聖骸布をまとう」といった修辞的な言動などから、キリスト教への改宗説が取り沙汰されることもある。

## 記録
大統領就任後の2019年10月10日に開いた記者会見は14時間7分に及び、ウクライナの記録管理当局は記者会見の世界最長記録を更新したと発表した。ウクライナの記録認定団体によれば、それまで史上最長の記者会見として知られていたベラルーシ大統領のアレクサンドル・ルカシェンコによる2017年2月の7時間21分の記者会見を超え、国家元首によるものとしては世界最長とされる。